# Асоциация на младите български писатели
Асоциацията на младите български писатели е литературно сдружение, учредено през февруари 2019 г.

## История
Идеята за създаване на асоциацията е на писателката Весела Люцканова, като целта е да има приемственост между поколенията в литературата. Учредителното събрание е на 27 февруари 2019 г. в Българския културен център, като се събират над 50 автори от различни възрасти. Организацията провежда срещи с утвърдени писатели и хора на изкуството като Марин Георгиев, Кирил Кадийски и Найден Вълчев, както и курсове по творческо писане.
Сътрудничи с вестник Словото днес, където веднъж месечно се представят творби на членове на асоциацията.
През зимата на 2019 г. обявява първия си конкурс „Коледа в мъгла“. Следващите конкурси са „Възкресение по пижами“ и „Противоотрова“.